# Mercado Adolpho Lisboa
Mercado Adolpho Lisboa, även kallad Mercado Municipal, är en central marknadsplats i Manaus, Brasilien. Den ligger mellan Rua dos Barés och Avenida Lourenço da Silva Braga, vid stranden av Negro River. 
Den är konstruerad i art nouveau stil vid slutet av 1800-talet (1883) och början av 1900-talet (1906). Mercado Adolpho Lisboa är en kopia, med en del mindre avvikelser, av Les Halles nära Forum des Halles i Paris. Det tillverkades i Europa och transporterades till Manaus med båt.
Numera är Mercado Adolpho Lisboa den marknadsplatsen i Manaus där det finns mest suvenirförsäljare men man kan också köpa frukt, kryddor, fisk, naturmedicin med mera. 